# Risoluzione 822 del Consiglio di sicurezza delle Nazioni Unite
La risoluzione 822 del Consiglio di sicurezza delle Nazioni Unite è stata adottata all'unanimità il 30 aprile 1993. Dopo aver espresso preoccupazione per il deterioramento delle relazioni tra Armenia e Azerbaigian, e la successiva escalation delle ostilità armate e il deterioramento della situazione umanitaria nella regione, il Consiglio ha chiesto l'immediata cessazione delle ostilità e l'immediato ritiro delle forze di occupazione armene nel distretto di Kalbajar vicino al Nagorno-Karabakh, in Azerbaigian.

## Sfondo
La prima guerra del Nagorno Karabakh fu un conflitto etnico e territoriale che ebbe luogo tra la fine degli anni '80 e il maggio 1994, nell'enclave del Nagorno-Karabakh nel sud-ovest dell'Azerbaigian, tra la maggioranza etnica armena del Nagorno-Karabakh sostenuta dalla Repubblica dell'Armenia, e la Repubblica dell'Azerbaigian. Con il progredire della guerra, Armenia e Azerbaigian, entrambe ex repubbliche sovietiche, si invischiarono in una guerra non dichiarata e protratta sulle alture montuose del Karabakh mentre l'Azerbaigian tentò di frenare il movimento secessionista in Nagorno-Karabakh.
Nel 1992 la situazione precipitò in una guerra su vasta scala tra le due nazioni ora indipendenti. Con l'avvicinarsi dell'inverno, entrambe le parti si astennero in gran parte dal lanciare offensive su vasta scala in modo da preservare le risorse, come gas ed elettricità, per l'uso domestico. Nonostante l'apertura di un'autostrada economica ai residenti abitanti in Karabakh, sia l'Armenia che l'enclave soffrirono molto a causa dei blocchi economici imposti dall'Azerbaigian. L'inverno 1992-1993 fu particolarmente freddo, poiché molte famiglie in tutta l'Armenia e nel Karabakh rimasero senza riscaldamento e acqua calda.
Nella primavera del 1993 le forze armene avviarono una nuova offensiva che invase i villaggi del Karabakh settentrionale che erano stati occupati dagli azeri dall'anno precedente. La frustrazione per queste sconfitte militari mise a dura prova il fronte interno in Azerbaigian. L'Armenia fu allo stesso modo devastata dai disordini politici e dal crescente dissenso contro il presidente Ter-Petrosyan.

### Kelbajar
Situato a ovest del Karabakh settentrionale, al di fuori dei confini ufficiali della regione, il rayon di Kelbajar, confinava con l'Armenia. Con una popolazione di circa 60.000 abitanti, le diverse decine di villaggi erano costituiti da azeri e curdi. Nel marzo 1993, le aree controllate dagli armeni vicino al bacino idrico di Sarsang a Mardakert furono segnalate come attaccate dagli azeri. Le forze armene furono incaricate di catturare il Kelbajar, da dove si diceva che provenissero le incursioni e i bombardamenti di artiglieria.
Il 2 aprile, le forze armene avanzarono da due direzioni verso Kelbajar in un attacco che colpì l'armatura azera e le truppe trincerate vicino all'incrocio Ganje-Kelbjar. Le forze azere non furono in grado di fermare le corazzate armene e furono spazzate via. Anche il secondo attacco sorpassò rapidamente i difensori. Entro il 3 aprile, le forze armene erano in possesso del Kelbajar. Il presidente dell'Azerbaigian Elchibey impose lo stato di emergenza per un periodo di due mesi e introdusse la coscrizione universale. Human Rights Watch concluse che durante l'offensiva del Kelbajar le forze armene commisero numerose violazioni delle regole di guerra, tra cui l'esodo forzato di una popolazione civile, il fuoco indiscriminato e la presa di ostaggi.

## Risoluzione
Il 30 aprile, il Consiglio di sicurezza delle Nazioni Unite (UNSC) approvò la risoluzione 822, co-sponsorizzata da Turchia e Pakistan, che chiedeva l'immediata cessazione di tutte le ostilità e il ritiro di tutte le forze di occupazione dal Kelbajar. Il Consiglio esortò le parti interessate a riprendere i negoziati per porre fine al conflitto nel quadro del processo di pace proposto dal Gruppo OSCE di Minsk e ad astenersi da qualsiasi azione che potesse interrompere il processo. Pur riconoscendo il coinvolgimento armeno, non accussò direttamente l'Armenia di aggressione.
La risoluzione chiese quindi l'accesso senza ostacoli agli sforzi di soccorso umanitario internazionale nella regione per alleviare le sofferenze della popolazione civile mediante aiuti umanitari, ricordando alle parti di adempiere ai propri obblighi ai sensi del diritto internazionale umanitario. Concluse chiedendo al Segretario generale, in consultazione con il Presidente in esercizio dell'Organizzazione per la sicurezza e la cooperazione in Europa e con il Presidente del Gruppo di Minsk della Conferenza, di valutare la situazione e riferire al il Consiglio di Sicurezza.

## Conseguenze
Entrambe le parti accolsero con favore l'adozione della risoluzione. Tuttavia, i combattimenti continuarono per tutto il 1993 e nel 1994. Il 5 maggio 1994 entrambi i paesi, reciprocamente sfiniti, decisero di cessare le ostilità e di osservare un cessate il fuoco entrato in vigore il 12 maggio. Sporadici combattimenti continuarono in alcune parti della regione, ma il cessate il fuoco rimase in vigore fino alla seconda guerra del Nagorno Karabakh, quando l'Azerbaigian riprese il distretto di Kelbajar.